# Općina Aerodrom
Aerodrom (makedonski: Аеродром) je jedna od 10 općina koje tvore grad Skoplje, glavni grad Sjeverne Makedonije.
Na mjestu današnje Općine Aerodrom, bila je nekad prva zračna luka grada Skoplja.

## Zemljopisne odlike
Općina Aerodrom graniči sa; Općinom Kisela Voda na jugozapadu, Općinom Centar na sjeverozapadu, Općinom Gazi Baba na sjeveroistoku, i Općinom Studeničani na jugu.

## Stanovništvo
Po posljednjem službenom popisu 2002. općina Aerodrom imala je 72 009 stanovnika. 
Nacionalni sastav:
- Makedonci  = 64 391
- Srbi = 3 085
- Albanci = 1 014
- Ostali

## Vanjske poveznice
- Stara skopska zračna luka iz 1928.
- Općina Aerodrom (na makedonskom, engleskom, francuskom, njemačkom, talijanskom i španjolskom)
- Općine Sjeverne Makedonije